# Боду СОД
„Боду“ ООД (с основна търговска марка „Боду СОД“) е българско охранително предприятие със седалище в София.
Регистрирано е на 3 септември 1999 година. Занимава се главно с охрана на обекти чрез използване на охранителни системи, както и с лична охрана, инкасова дейност и охрана на ценни пратки и събития. По оценка на „Форбс България“ в началото на 2024 година „Боду СОД“ е 56-ият по големина частен работодател в страната с 1486 служители и трети по значение сред охранителните фирми след „СОТ 161“ и „ВИП Секюрити“. Към 2019 година има приходи от основната си дейност от 27,4 милиона лева и печалба от 1,39 милиона лева.